# ناصر بهبودی
ناصر بهبودی (زادهٔ ۱۳۰۱ – درگذشت ۱۳۷۷) نمایندهٔ حوزهٔ انتخابیهٔ ساوه در دوره‌های نوزدهم، بیستم، بیست و یکم و بیست و دوم در مجلس شورای ملی بوده.
پدر وی سلیمان بهبودی از نزدیکان رضاشاه پهلوی بود و در دربار رفت‌وآمد بسیاری داشت، ناصر بهبودی از مخالفین لایحه مصونیت مستشاران نظامی آمریکایی و خانواده‌هایشان در ایران بود.

## سوابق شغلی
- کارمند اداره کل عمران و اصلاحات وزارت کار
- کارمند کارآموز راه‌آهن دولتی ایران
- بازرس فنی مأمور خدمت در هواپیمایی کشوری
- بازرس وزارت راه
- کارمند راه‌آهن دولتی ایران (با سمتهای مختلف)
- مدیر عامل شرکت مأمور به سازمان گسترش و نوسازی
- مشاور وزارت نیرو